# Get like Me (Bhad Bhabie)
Get like Me è un singolo della rapper statunitense Bhad Bhabie, pubblicato il 26 giugno 2019 e realizzato in collaborazione con il rapper NLE Choppa, presente come featuring.

## Video musicale
Il video musicale è stato pubblicato in concomitanza con l'uscita del singolo, il 26 giugno. Nel video musicale sono presenti i due rapper che vendono limonata da un furgoncino.

## Tracce
Testi di Danielle Bregoli e Bryson Potts, musiche di DMacTooBangin e Pliznaya.
1. Get like Me – 2:34